# Продукція біоценозу
Продукція біоценозу - кількість  біомаси, виробленої біоценозом. Розрізняються: загальна первинна продукція (брутто-продукція) - кількість органічної речовини, що вводиться в систему ценозу  продуцентами шляхом фотосинтезу і хемосинтезу; чиста первинна продукція (нетто-продукція) - те саме, але за вирахуванням речовин, витрачених на дихання і спожитих  фітотрофами; загальна вторинна продукція - кількість  органічної речовини, створеної фітотрофами і  зоотрофами, тобто  консументами; чиста вторинна продукція - те саме, але за вирахуванням речовин, витрачених на дихання і спожитих консументами; ''запас продукції''. 
У господарському відношенні важливо розрізняти: загальну продукцію і кількість цінної рослинної речовини; корисну продукцію, тобто ту частину загальної продукції, яку раціонально використовувати (наприклад, кормова продукція, вирахувана з урахуванням  коефіцієнта використання), запас корисної продукції.